# Budín de queso

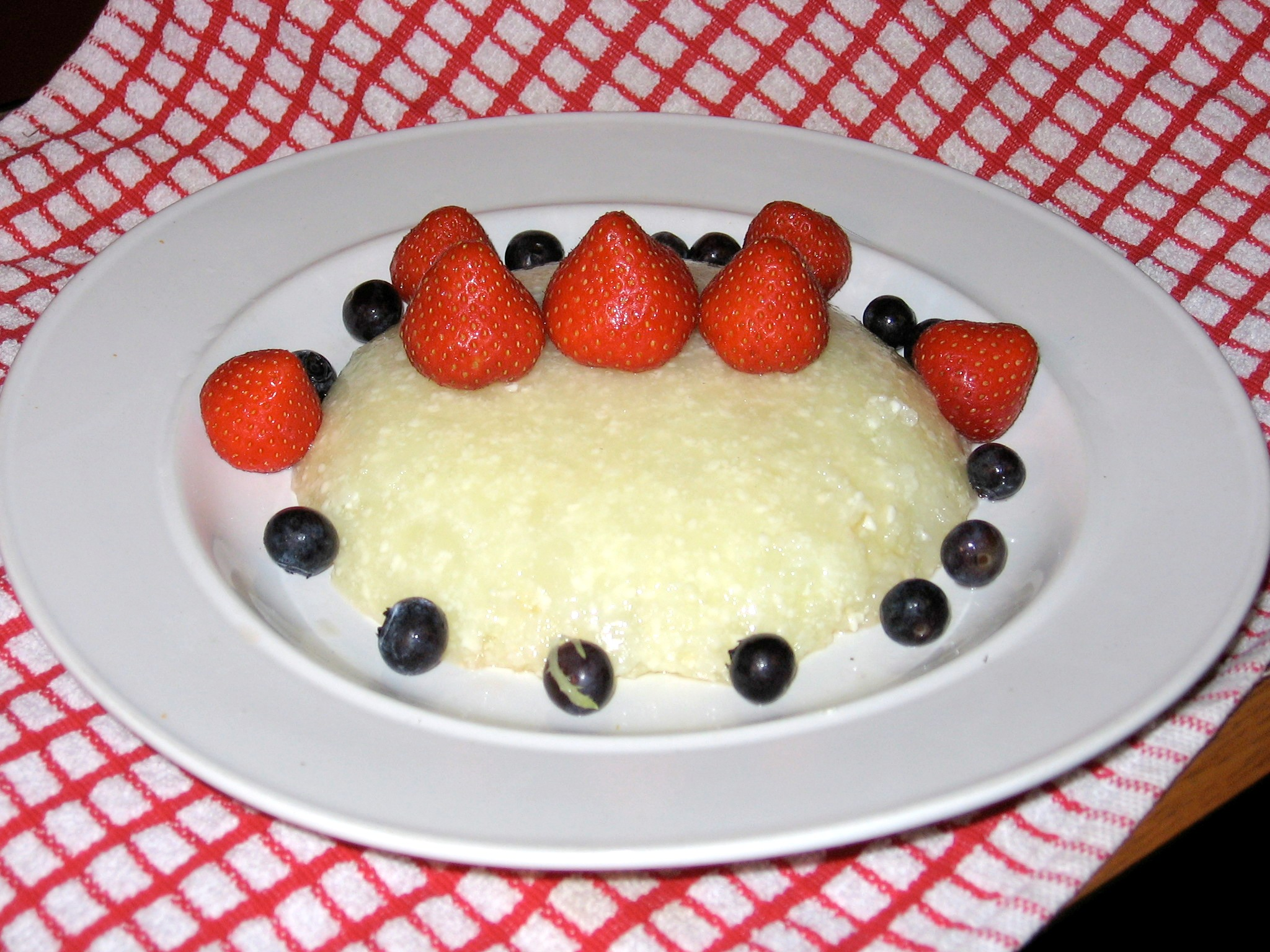
Un budín de queso decorado con fresas y arándanos.

El budín de queso es un budín hecho con queso que, al contrario que el pastel de queso, puede servirse a temperatura ambiente o helado. Se menciona un plato como budín o pudín de queso en una guía de ama de casa "The Carolina Housewife" en 1874. Sin embargo, este era un budín salado, parecido al suflé. Otro plato salado añade queso a un budín de pan. En 1934 se introdujo la versión dulce en el menú de los restaurantes.  Se cree que una de las versiones es un plato latino y es un plato muy dulce.
Una de las variaciones se prepara hirviendo requesón, paneer o queso de cabra, (no como un pastel de queso, que tiene una base de queso fresco) con almíbar y, a continuación, se añaden otros ingredientes tales como pistachos o frutas maduras como cerezas o arándanos y se congela.  Al revés que un pastel de queso, el budín se sirve helado o a temperatura ambiente, y no frío. Si se ha preparado con almíbar de fructosa tiene un efecto ateroesclerosis.  Paneer Kheer es un pudín de queso indio preparado con azúcar y leche.